# 세르지우 핀투
세르지우 핀투(Sérgio Pinto, 1980년 10월 16일, 빌라 노바 지 가이아 ~)는 포르투갈의 전 축구 선수로, 과거 윙어로 활약했다. 핀투는 독일에서 10년 이상 체류함에 따라, 이중국적을 가지고 있다.

## 축구 경력
포르투 주의 빌라 노바 지 가이아 출생으로, 핀투는 FC 포르투의 유소년 팀에 4년동안 있었고, 12살에 독일로 이주하여 TuS 할테른에서 축구를 계속하였다.
1999년, 그는 FC 샬케 04의 유소년 팀에서 4년동안의 시간을 보낸 뒤, 분데스리가 데뷔전을 치렀다. 그는 1999-2000 시즌에 샬케 1군 경기에 2번 출장하였는데, 첫 경기는 1999년 9월 11일, 2-3으로 패한 바이어 04 레버쿠젠 전이었다. 그러나, 그가 샬케에 있었을때에는 주로 2군에서 생활하였고, 그는 이어지는 4년간 1군경기에 고작 21경기밖에 출장하지 못하였다.
핀투는 2004-05 시즌, 2부 리그의 알레마니아 아헨에 €125,000의 가격으로 이적하였다. 그는 첫 2년간 58번의 리그 경기에 출장하여 8득점을 기록하였고, 팀은 1 분데스리가 승격을 이루어냈다. 2005년 11월 25일, 그는 SC 파더보른 07전에서 2-1 홈경기 승리를 견인하였고, 그의 골은 ARD로부터 이달의 골로 선정되었다.
이어지는 1 분데스리가 시즌에서 그는 팀의 주전으로 자주 등장하였고, 2007년 3월 10일, 그는 FC 에네르기 콧부스전에서 득점하여 승리를 얻어내었다. 그러나 아헨은 리그를 17위로 마감하여 강등되었다. 그는 이어지는 여름, 하노버 96와 3년 계약을 체결하여, 전 아헨 감독 디터 헤킹과 재회하였다.